# Никанор (Груич)
Епископ Никанор (в миру Милан Груич, серб. Милан Грујић; 1 (13) декабря 1810 — 8 (20) апреля 1887) — епископ Карловацкой патриархии, епископ Пакрацкий; сербский поэт и публицист.

## Биография
Он родился 1 (13) декабря 1810 года в семье отца, Прокопия, который был священником, и матери Агриппины, урождённой Косич.
Милутин окончил школу в родном селе. Позже учился в гимназиях в городах Мохач и Печуй (ныне Печ, Венгрия). В Печуе также прослушал курс философии и правоведения, но из-за своей национальности не смог найти работу. В это время написал свои первые произведения — стихи на латинском и сербском языках, которые публиковал в разных журналах под псевдонимом Милутин или Серб Милутин.
По совету отца поступил в Карловацкую духовную семинарию, которую окончил в 1840 году. В 1841 году на Петров день в Монастыре Кувеждин принял монашество с именем Никанор. В том же году 19 декабря рукоположен во диакона и назначен преподавателем Карловацкой духовной семинарии, где работал до 1844 года. В 1843 году стал сотрудником консистории и помощником митрополита Карловацкого Иосифа (Раячича).
26 мая 1846 года рукоположен во иерея, 6 декабря того же года получил должность протосинкелла.
1 января 1848 года назначен настоятелем Монастыря Кувеждин, затем — протосинкеллом и вскоре получил сан архимандрита.
Отличился как оратор на Майской скупщине в Карловцах и на Общеславянском съезде в Праге.
Патриарх Иосиф готовил Никанора себе в преемники, но путь того к епископству оказался сложным. В 1853 году он стал настоятелем Монастыря Крушедол. После внезапной смерти епископа Горно-Карловацкого Сергия (Качанского), Никанор 1 января 1859 года получил мандат на управление овдовевшей епархией, но епископом стал Петр (Йованович), а Никанор вернулся в Крушедол. 11 июня 1861 года в Сремских Карловцах Патриарх Иосиф хиротонисал его в викарного епископа.
После смерти епископа Пакрацкого Стефана (Крагуевича) 25 января 1864 года епископа Никанора назначили администратором, а в августе того же года избрали епископом Пакрацким. Епископ Никанор будучи одним из самых образованных представителей Церкви и прекрасным оратором, часто задавал тон дискуссиям на сербских церковно-народных соборах, начиная с Благовещенского собора 1861 года и кончая собором 1871 года. Он считался ярким последователем консерватизма, всегда подчеркивал роль Церкви в сохранении сербской национальной идентичности в Австро-Венгрии, полагал недопустимым вмешательство светских властей в дела Церкви и критиковал предложения либералов о необходимости реформирования сербских школ в духе времени.
После смерти патриарха Самуила (Маширевича) (20 января 1870 года) администратором был поставлен епископ Будимский Арсений (Стойкович). Но в 1872 году по указанию императора епископ Арсений вернулся в свою епархию, а епископ Никанор стал новым администратором. Члены Народной партии расценили его назначение как намерение властей сделать епископа Никанора патриархом и отказались поддержать его кандидатуру на выборах патриарха. В результате патриархом стал Прокопий (Ивачкович), который не смог управлять митрополией и через несколько лет был почислен на пенсию.
У епископа Никанора был спор с патриархом Германом (Анджеличем), из-за которого он не хотел приезжать в Карловцы. В 1885 году, вопреки запрету патриарха, написал жития святых Кирилла и Мефодия. Затем он удалился в Пакрац и больше не приезжал в Карловцы до самой смерти. Он единственный из всех сербских епископов отпраздновал тысячелетие святых Кирилла и Мефодия в Пакраце.
Он умер в результате «водной болезни» 8 (20) апреля 1887 года.